# Сапар Хушназаров
Сапар Хушназаров (узб. Sapar Xushnazarov; нар. 1906, Інгічка — пом. 7 жовтня 1943, Семаки) — стрілець 467-го стрілецького полку 81-ї стрілецької дивізії 61-ї армії Центрального фронту, рядовий, Герой Радянського Союзу.

## Біографія
Сапар Хушназаров народився 1906 року в селищі Інгічка (нині — у складі міста Каттакургана Самаркандської області Узбекистану) в сім'ї селянина. За національністю узбек.
Мав початкову освіту, працював у колгоспі.
У 1942 році призваний до Червоної Армії. Воював на Центральному фронті.
У ніч на 2 жовтня 1943 року у складі роти подолав Дніпро в районі села Глушець Лоєвського району Гомельської області. Прикривав переправу батальйону, брав участь у відбитті 7 контратак противника і був важко поранений. 7 жовтня помер від отриманих поранень.
Похований у братській могилі в селі Семаки.
Указом Президії Верховної Ради СРСР «Про присвоєння звання Героя Радянського Союзу генералам, офіцерському, сержантському і рядовому складу Червоної Армії» від 15 січня 1944 року за «зразкове виконання бойових завдань командування з форсування річки Дніпро і проявлені при цьому мужність і героїзм» удостоєний звання Героя Радянського Союзу.